# Cambiata
Cambiata, o nota cambiata (de l'italià, nota canviada), té més d'un significat diferent, encara que sempre relacionat. Generalment es refereix a un patró en un context homofònic o polifònic (i sovint contrapuntístic) on (1) una nota es mou per moviment disjunt en una direcció, (2) és succeïda per graus conjunts en la direcció oposada, i (3) on, o bé la nota des d'on se salta és considerada una dissonància, o bé la nota on s'arriba després del salt és considerada estranya. En el context pedagògic de les espècies de contrapunt, fa referència a un conjunt més específic de patrons.
La cambiata es pot anomenar també, en català, nota canviada. La terminologia utilitzada en altres llengües (Alemany: Wechselnote, Francès: Nota de rechange) també relaciona el terme amb canvi o intercanvi.

## A les espècies de contrapunt
A les espècies de contrapunt, la cambiata dissonant pot ser descrita com un modisme en tant que és considerada un patró acceptable fins i tot si trenca una regla, en aquest cas, la de saltar des d'una dissonància. A la cambiata dissonant, s'arriba a la dissonància per grau conjunt descendent, i aquesta s'esdevé en la part dèbil del compàs (de quatre, en aquest cas, és a dir, segon i quart temps); el salt des de la dissonància ha de ser d'una tercera descendent cap a una consonància; i aquesta consonància ha de ser succeïda per un grau conjunt ascendent. Això significa que hi poden haver únicament tres possibles cambiates dissonants essencials en la tercera espècie de contrapunt: dues per sobre del cantus firmus, amb intervals verticals 8-7-5-6 (Ex.1) i 6-b5-3-4 (Ex.2); i una per sota del C.F., amb 3-4-6-5 (Ex.3).
| Exemple 1 Reprodueix (?·pàg.) | Exemple 2 Reprodueix (?·pàg.) | Exemple 3 Reprodueix (?·pàg.) |

La cambiata consonant no és considerada un modisme com la versió dissonant, ja que no trenca cap regla de les espècies de contrapunt per si mateixa. Hi ha dues cambiates consonants en tercera espècie: una per sobre del C.F., amb 6-5-3-4; i una a sota, amb 5-6-8-7. Si bé mentre es tracten les espècies de contrapunt les cambiates dissonants són freqüentment anomenades simplement cambiates, la cambiata consonant gairebé mai és anomenada cambiata.
La cambiata invertida és un tipus de cambiata on el moviment melòdic del contrapunt és invertit: on la cambiata dissonant té una tercera descendent, la cambiata invertida la té ascendent, i així successivament. Hi ha els mateixos dos tipus de cambiates: dissonant i consonant, però invertits. Pel que fa a les dissonants, n'hi ha tres tipus en tercera espècie: un per sobre del C.F., amb 3-4-6-5; i dos per sota, amb 8-7-5-6 i 6-b5-3-4. Quant a les consonants, en tercera espècie n'hi ha dos tipus: una per sobre del C.F., amb 5-6-8-7; i una per sota, amb 6-5-3-4.
En cinquena espècie de contrapunt (contrapunt florit) —a diferència de la tercera espècie— les cambiates no requereixen ser constituïdes per negres (contrapunt) contra rodones (cantus firmus), sinó que poden formar-se amb una gran varietat de fórmules rítmiques, tal com mostra l'exemple 4, de cambiata dissonant en cinquena espècie. Rítmicament, l'únic requisit per què es regeixen és que la dissonància des d'on es realitzarà el salt melòdic es trobi en posició dèbil, sense considerar altres regles preconcebudes que també s'aplicarien. Això significa, a més a més, que les cambiates no necessiten tenir el mateix patró d'intervals verticals que tenen les de tercera espècie.
| Exemple 4 Reprodueix (?·pàg.) |

## Fora de les espècies de contrapunt
Fora de les espècies de contrapunt, el que es considera una cambiata varia. El que és comú per tothom és que des d'una nota se salti en una direcció i que aquest moviment sigui succeït per un altre de conjunt i oposat, i que, o bé la nota des d'on s'hagi saltat sigui considerada una dissonància, o bé la nota on s'hagi arribat sigui considerada una nota estranya. Això significa que tres aspectes de la cambiata en les espècies de contrapunt —(1) que la nota des d'on se salta ha de ser precedida per moviment conjunt, (2) que el salt ha de ser de tercera, i (3) que la nota on s'arriba ha de ser succeïda per una moviment per grau conjunt en la direcció contrària al salt— no són necessàriament certs completament per a tots els patrons que es consideren cambiates. Per exemple, un patró en contrapunt a dues veus —similar a la cambiata dissonant o dissonant invertida— en què, dels tres aspectes només no se segueixi el que indica que "la nota on s'arriba des del salt ha de ser succeïda per un moviment per grau conjunt oposat", i que, en comptes d'això, aquest moviment oposat sigui un salt, seguiria considerant-se una cambiata. És el que es mostra a l'exemple 5, de Guerrero.
L'exemple 6 mostra una cambiata al símbol *, com una nota estranya on s'ha arribat des del salt, més que no pas com una dissonància des d'on s'hagi saltat. S'hi arriba per salt en una direcció i se'n surt per graus conjunts en la direcció oposada. El mateix patró ocorre a (*), i també s'hauria de considerar una cambiata, encara que, si establim que l'acord és el de do major amb sèptima, en comptes del tríada, aleshores el si no seria una nota estranya de l'acord i, per tant, podria no considerar-se com a cambiata.
| Example 5 Reprodueix (?·pàg.) | Exemple 6 Reprodueix (?·pàg.) |